# Moçambique nos Jogos Olímpicos de Verão de 1984
Moçambique competiu nos Jogos Olímpicos de Verão de 1984 em Los Angeles, Estados Unidos.

## Resultados por Evento

### Atletismo
400 m masculino
- Leonardo Lolorte
  - Eliminatórias — 47.07 (→ não avançou)

### Natação
100 m livre masculino
- Domingos Chivavele
  - Eliminatórias — 1:01.35 (→ não avançou, 65º lugar)

100 m costas masculino
- Joaquim Cruz
  - Eliminatórias — 1:10.86 (→ não avançou, 42º lugar)

200 m medley masculino
- Joaquim Cruz
  - Eliminatórias — 2:35.99 (→ não avançou, 42º lugar)